# Рамблин Джак Елиът
Рамблин Джак Елиът (на английски: Ramblin' Jack Elliott) е американски фолк певец.

## Биография
Той е роден на 1 август 1931 година в Ню Йорк. От ранна възраст започва работа в развлекателния бизнес, а в края на 50-те години живее в Лондон и записва няколко албума, които му създават репутация в американските фолк среди.
Родното му място е нюйоркския квартал Бруклин, където се появява на 1 август 1931 година. Неговите родители са от еврейски произход. Завършва гимназията Мидууд Хай Скул през 1949 година. Родео-представленията на Медисън Скуеър Гардън му правят силно впечатление и у него се заражда желанието да стане каубой. От него се иска да последва примера на баща си и да стане хирург, но Елиът се възпротивява и на 15 години бяга от вкъщи, за да участва в Родеото на Полковник Джим Ескю. Това е единственото родео на изток от Мисисипи. С него пътува из щатите от Средния Атлантик и Нова Англия. С тях прекарва три месеца, след което родителите му го намират и поръчват да бъде изпратен у дома; но за Елиът е важно, че се запознава с пеещия каубой Брамър Роджърс -- клоун, свирещ на китара и на банджо с пет струни, пеещ песни и рецитиращ поеми. След като се завръща у дома, той се самообучава на китара и започва да свири по улиците, с което иска да изкарва прехраната си. В крайна сметка се събира с Уди Гутри и става негов почитател и ученик.
Заедно с Деръл Адамс (банджо) отива на турнета в Обединеното кралство и Европа. Към 1960 година вече има три фолк албума за Топик Рекърдс (САЩ). В Лондон свири в малки заведения и пъбове през деня и в нощни клубове в Уест Енд. Когато се завръща в САЩ, Елиът открива, че почитта към него в американски фолк среди се е разрастнала.
Уди Гутри е с най-голямо влияние върху Елиът. Китарата на Елиът и овладяването на нещата на Гутри се оказват важни за Боб Дилън по времето, когато е в Минеаполис. Когато пристига в Ню Йорк, Дилън понякога е наричан „синът“ на Джак Елиът, тъй като Елиът започва песните на Дилън с думите: Ето една песен от моя син Боб Дилън. Дилън се издига като автор на песни, докато Елиът продължава да интерпретира песни като трубадур, представяйки стари песни пред нова публика по характерен начин. Елиът оказва въздействие и върху Фил Окс, като свири на китара и пее в Joe Hill от Tape from California. В един бар през 1973 г. в Северна Калифорния, Елиът се натъква на певеца-поет Гутри Томас, когото взема в Холивуд. Така започва кариерата на Томас.